# Гражданская оборона (организация, Чехословакия)

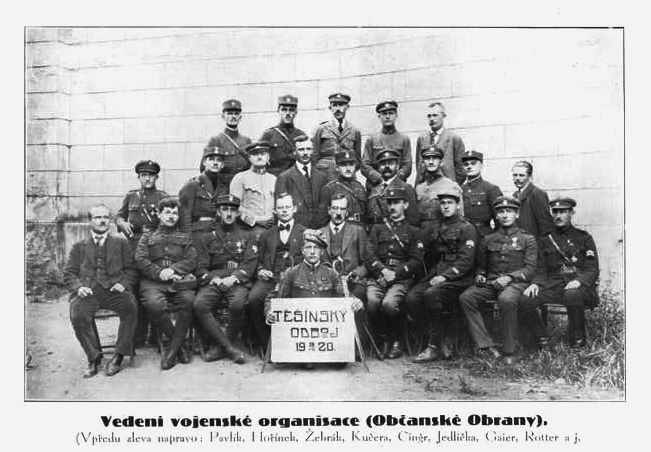
Руководство Гражданской обороны

Гражданская оборона (чеш. Občanská obrana) — чешская военизированная организация, действовавшая на территории Тешинской Силезии во время так называемого плебисцитного периода во время конфликта Польши и Чехословакии за Тешинскую Силезию.

## Структура организации
Основной структурой Гражданской обороны были так называемые «пятёрки» — в каждом населённом пункте был один доверенный, который выбирал пятерых следующих доверенных, которые в свою очередь выбирали следующих пятерых доверенных, и так далее.
Гражданская оборона была позже перестроена по военному образцу и стала более крупной. Руководителями организации были сотник Кучера из Орловой и старший лейтенант Цингр из Моравской Остравы. Некоторое время организацией руководил также майор Увира из Кромержижа.
Гражданская оборона действовала также и на польской стороне демаркационной линии под руководством капитана Пуцкманна из Тешина.

## Заявленные цели
Заявленными целями Гражданской обороны была оборона от атак польских боевиков, поддержка чехословацкой жандармерии и защита чехословацко-польской демаркационной линии от нападений с польской стороны. В случае если польская армия вторглась бы на территорию, контролируемую Чехословакией, Гражданская оборона должна была задержать продвижение польской армии «малой войной» до подхода регулярной чехословацкой армии.